# Мухсін-Бей Ертугрул
Мухсін-Бей Ертугрул — турецький кінорежисер. Чоловік акторки Нейїре Неїр.
Народ. 1892 р. у Стамбулі. Навчався у Парижі (1911—1912). Працював у театрах, знімався у кіно в Німеччині (1916—1920). У 1920 р. створив у Берліні студію «Стамбулфільм», а з 1922 р. став головним режисером студії «Кемальфільм». В 1925 р. стажувався у театрі В. Мейєрхольда, в 1926—1927 рр. — на Одеській кінофабриці ВУФКУ, де створив фільми: «Спартак» (1926) і «Тамілла» (1927).
Потім повернувся до Туреччини. Поставив першу кольорову турецьку стрічку «Килимниця» (1953).